# Rio Turvo Limpo
O rio Turvo Limpo é um curso de água que banha a Zona da Mata do estado de Minas Gerais. É um afluente da margem direita do rio Piranga, principal formador do rio Doce.
O rio Turvo Limpo nasce na serra da Mantiqueira, a uma altitude de aproximadamente 820 metros, no município de Paula Cândido, Seu principal afluente é o rio Turvo Sujo. O rio Turvo Limpo desemboca no rio Piranga no município de Guaraciaba.
Alguns trechos do rio Turvo Limpo servem de fronteira entre municípios. O trecho entre a foz do córrego Mariano e confluência do córrego Quatro Barras separa os municípios de Paula Cândido e Viçosa. Deste ponto até a confluência do rio Turvo Sujo, separa Viçosa e Porto Firme. Entre a foz do rio Turvo Sujo e a confluência do córrego Posses, separa Porto Firme e Guaraciaba.